# 維尼亞馬爾卡湖

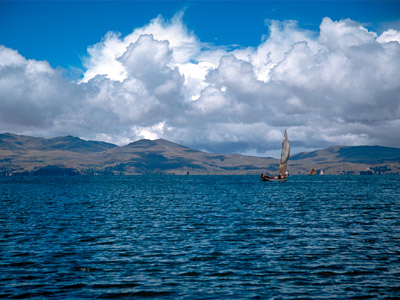

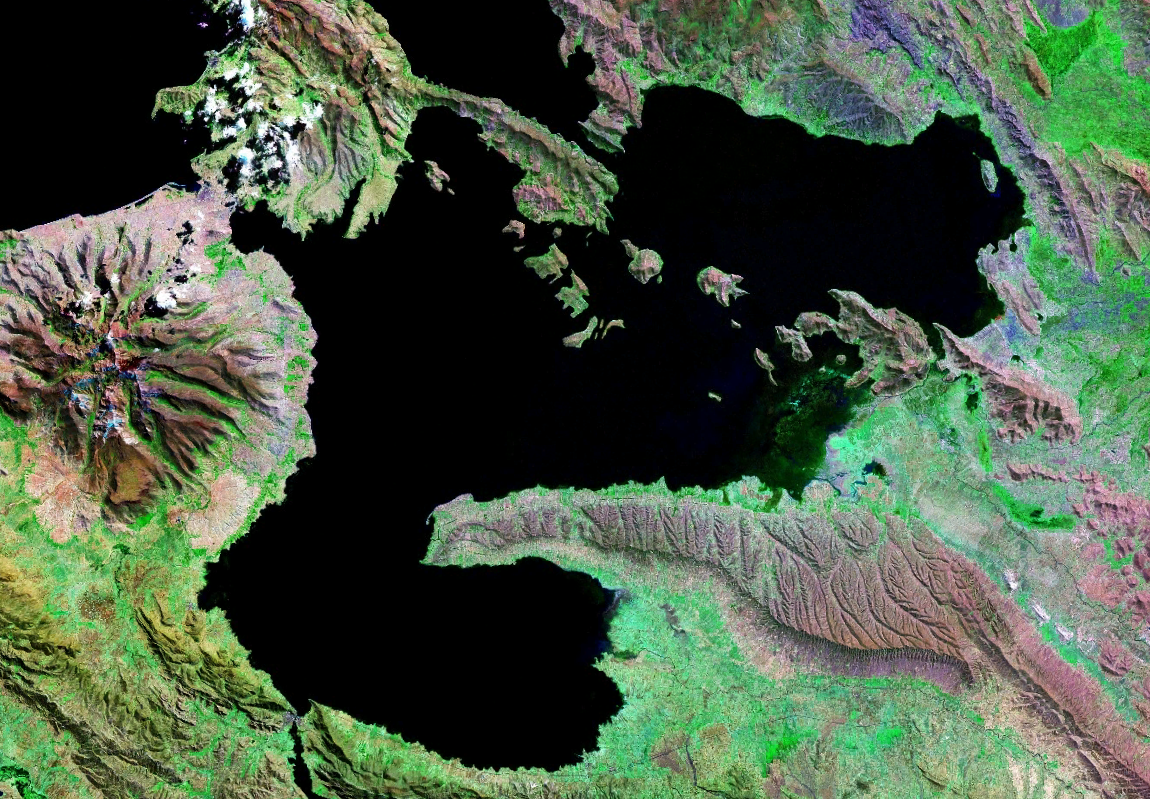

維尼亞馬爾卡湖（西班牙語：Wiñaymarca），是南美洲的湖泊，位於玻利維亞和秘魯，是的的喀喀湖的南部，湖水經德薩瓜德羅河流出，該湖泊海拔高度3,810米，